# لورا ناتالیا اسکویول
لورا ناتالیا اسکویول (انگلیسی: Laura Natalia Esquivel; ۱۸ مهٔ ۱۹۹۴) بازیگر، خوانندگی اهل آرژانتین بود. وی از سال ۲۰۰۳ میلادی تاکنون مشغول فعالیت بوده است.